# Amelia (Fluggesellschaft)
Amelia by Regourd Aviation (auch flyamelia, ehemals Regourd Aviation) ist eine französische Charterfluggesellschaft, die auch ACMI-Leasing und Wartungsdienste anbietet.

## Geschichte
Die Fluggesellschaft wurde 1976 als Regourd Aviation von Alain Regourd gegründet.
1996 wurden mit Equaflight und 2008 mit Equajet zwei Fluggesellschaften in der Republik Kongo gegründet. Eine weitere Fluggesellschaft besitzt die Regourd Gruppe in Kamerun mit Fly Caminter.
Im Jahr 2012 übernahm man Aero4M in Slowenien, eine Gesellschaft, die auf Wartung von Helikoptern spezialisiert ist. Die slowenische Gesellschaft wurde 2019 in Amelia International umbenannt und besitzt heute eine Flotte von 16 Flugzeugen. 2015 wurde Amelia-Tech als eine eigene Wartungsfirma in Saint-Brieuc gegründet.
Im Jahr 2019 benannte Regourd Aviation ihre europäischen Tochtergesellschaften in Amelia als Ehrerbietung an die amerikanische Luftfahrtpionierin Amelia Earhart um. Regourd Aviation selbst fungiert nur mehr als Holding.
Im Februar 2022 wurde bekannt gegeben, dass die drei ATR 72 auf Wasserstoffantrieb konvertiert werden sollen.
Im März 2022 wurde bekannt gegeben, dass man am 9. April die Public Service Obligation (PSO)-Strecken von Straßburg nach München und Amsterdam Schiphol übernehmen wird.

## Flugziele
Es werden auch Linienflüge nach Aurillac, Brive, Castres, Tarbes-Lourdes angeboten.

## Flotte
Die Flotte besteht mit Stand vom Februar 2024 aus 18 Flugzeugen mit einem Durchschnittsalter von 20 Jahren.
| Flugzeugtyp         | aktiv | bestellt | Anmerkungen      | Sitzplätze | Durchschnittsalter |
| ------------------- | ----- | -------- | ---------------- | ---------- | ------------------ |
| A319-112            | 02    |          |                  | 144        | 14,3 Jahre         |
| ATR 42              | 01    |          |                  | 48         | 19,8 Jahre         |
| ATR 72              | 02    |          |                  | cargo      | 27,2 Jahre         |
| ATR 72-600          | 01    |          |                  | 72         | 7,3 Jahre          |
| Embraer 135 ER & LR | 03    |          |                  | 27         | 21,2 Jahre         |
| Embraer 135 VIP     | 01    |          |                  | 24         | 21,2 Jahre         |
| Embraer 145         | 09    |          | Ambulanzflugzeug | 50         | 20,2 Jahre         |
| Gesamt              | 18    | –        |                  |            | 20 Jahre           |

### Ehemalige Flugzeugtypen
- Beechcraft 1900C